# ألعاب هرفاتسكو زاجوري الخشبية
الألعاب الخشبية من هرفاتسكو زاجوري (بالكرواتية: Drvene igračke Hrvatskog zagorja)‏ (بالانجليزيةː Wooden toys of Hrvatsko Zagorje) هي ألعاب خشبية تقليدية مصنوعة في منطقة زاجوري [الإنجليزية]في كرواتيا. تم تناقل طريقة الإنتاج، من البدء بالخشب الخام إلى الانتهاء من تطبيقات الطلاء، من جيل إلى جيل، مع استمرار العائلات في استخدام التقنيات التقليدية حتى في العصر الحديث. 

## تاريخها
تعود طريقة صناعة الألعاب الخشبية إلى القرن التاسع عشر، عندما بدأت عدة قرى على طول طريق السفر إلى موقع الحج الديني ماريا بيستريتسا في نحت الخشب لصنع الحلي والألعاب.  تم استخدام الخشب المحلي مثل خشب القيقب والصفصاف والزان والجير lime للنحت في أشكال مختلفة باستخدام أدوات خاصة لتحقيق قطع دقيقة. بعد أن يصنع الرجال الألعاب، تقوم النساء برسم تصميمات وزخارف فريدة بطرق يدوية باستخدام الألوان الجميلة من الأحمر والأصفر والأزرق. 

## اليونسكو
عام 2009 تم إدراج الألعاب الخشبية كجزء من القائمة التمثيلية لليونسكو للتراث الثقافي غير المادي للبشرية. 

## روابط خارجية
- التصنيع التقليدي لألعاب الأطفال الخشبية في هرفاتسكو زاغوري: اليونسكو